# Британский мандат в Палестине (юридический документ)
Британский мандат в Палестине (также известен как Палестинский мандат) — юридический документ (мандат) Лиги Наций, составленный в 1920—1922 годах и выданный Великобритании на временное управление территориями Ближнего Востока, до Первой мировой войны входившими в Османскую Империю. 
В состав британского мандата вошли: Наблус, Акр, юг вилайета Сирия, юг вилайета Бейрут, и область Иерусалима (до Мудросского перемирия).
В 1947 году был принят план ООН по разделу Палестины, предусматривавщий прекращение мандата и создание на данной территории еврейского и арабского государств при международном контроле над Иерусалимом и Вифлеемом.

## История
Проект мандата на Палестину был официально утверждён Советом Лиги Наций 24 июля 1922 года, а затем дополнен Трансиорданским меморандумом от 16 сентября 1922 года; вступил в силу 29 сентября 1923 года, после ратификации Лозаннского мирного договора. Резолюция ООН № 181 установила дату прекращения действия мандата не позднее 1 августа 1948 года, но позже Британия объявила, что мандат будет прекращен раньше – 15 мая 1948 года.

## Юридическая основа
Документ был основан на принципах, закреплённых в статье 22 устава Лиги Наций и Резолюции Сан-Ремо от 25 апреля 1920 года, заключённой союзными державами после Первой мировой войны. Мандатная система Лиги Наций была предназначена для управления территориями на Ближнем Востоке, входившими в Османскую империю начиная с XVI века, «до тех пор, когда они будут способны жить самостоятельно» (англ. until such time as they are able to stand alone). Приблизительная граница с территориями, подмандатными Франции, была определена соглашением Полет — Ньюком от 23 декабря 1920 года.

## Трансиордания
После сражения у Майсалуна в июле 1920 года Трансиордания была бесхозной территорией. Британия предпочитала избегать соединения Трансиордании с Палестиной до совещания в Каире в марте 1921 года, где было решено, что этой территорией будет управлять Абдалла ибн Хусейн в рамках Палестинского мандата. Трансиорданский меморандум (1922) отменил право евреев создавать поселения к востоку от р. Иордан. Для реализации положений Меморандума было создано «Трансиорданское управление» под общим руководством Великобритании. В соответствии с соглашением от 20 февраля 1928 года Трансиордания получила значительную автономию и позднее стала полностью независимой по договору с Великобританией от 22 марта 1946 года.

## Завершение
13 мая 1947 года была сформирована специальная комиссия ООН по Палестине. Большинство её участников предложило план раздела Подмандатной Палестины на:
- арабское государство, состоящее из Западной Галилеи, горных районов Центральной Палестины, за исключением иерусалимского анклава, и части прибрежной равнины к югу от Ашдода до египетской границы;
- еврейское государство, включающее в себя остальную часть Подмандатной Палестины;
- зоны, остающиеся под международным контролем — Иерусалим и его окрестности, а также Вифлеем (Бейт-Лехем)[3].

Меньшинство комиссии предлагало преобразовать мандат в независимое федеративное двунациональное государство со столицей в Иерусалиме, значительнее ограничив при этом еврейскую иммиграцию.
План большинства комиссии был одобрен еврейскими лидерами и отвергнут арабскими, принципиально противившимися созданию еврейского государства. План меньшинства не приняла ни одна из сторон. 29 ноября 1947 года план большинства комиссии был утверждён Генеральной Ассамблеей ООН.
ВАК и ЛАГ при поддержке британских властей с декабря 1947 года стали формировать отряды из палестинских арабов и сирийских наёмников, нападавшие на еврейский транспорт и поселения в Палестине, а также вводившие блокаду. Еврейская сторона вначале придерживалась оборонительной тактики, но с конца марта 1948 года перешла в наступление, захватывая дороги, командные высоты и населённые пункты.
За 8 часов до истечения британского мандата Израиль провозгласил независимость. Ровно в полночь с 14 на 15 мая 1948 года, как только истёк срок действия мандата, Израиль был атакован соседними арабскими странами, открыто присоединившимися к поддерживаемым ими арабским вооружённым формированиям в Палестине.
В результате войны почти половина территорий, которые ООН предлагала выделить под новое арабское государство, а также Западный Иерусалим, вошли в государство Израиль. Из остальных территорий, предназначавшихся государству палестинских арабов, Западный берег реки Иордан, включая Восточный Иерусалим, вошёл в состав Иордании, а Сектор Газа перешёл под контроль Египта. План ООН не был реализован.

### Комментарии
1. ↑  Кроме британского мандата в Палестине, существовал также французский мандат в Сирии и Ливане (см. также Соглашение Сайкса — Пико).
2. ↑  В отличие от решений, принимаемых в Совете Безопасности, резолюции Генеральной Ассамблеи ООН не являются юридически обязательными для государств и имеют рекомендательный характер